# Barranc de Francí
El Barranc de Francí, és un barranc del terme de la Torre de Cabdella, dins de l'antic terme primigeni d'aquest municipi. S'origina a l'Estany de Francí, i quan s'ajunta al barranc de Coma del Port, es forma el riu de Riqüerna.